# Maja Chwalińska
Maja Chwalińska (Dąbrowa Górnicza, 11 de octubre de 2001) es una tenista polaca.

## Carrera
Chwalińska tuvo su debut en el WTA Tour en el Torneo WTA de Katowice 2016 pero perdió en primera ronda contra Daniela Hantuchová.
En 2022 debutó en Grand Slam en Wimbledon. En primera ronda derrotó a Kateřina Siniaková, pero perdió en la siguiente ronda contra Alison Riske.
Ganó su primer título WTA en el 125 de Buenos Aires 2024, en dobles junto a Katarzyna Kawa. En cuartos de final derrotaron a Jessie Aney y Amina Anshba, en semifinales a Nicole Fossa Huergo y Valeriya Strakhova y en la final a Laura Pigossi y Mayar Sherif.
Obtuvo su primer título individual en el 125 de Florianópolis 2024. En la primera ronda del torneo venció a Ángela Fita Boluda, en la siguiente ronda a Oleksandra Oliynykova, en cuartos de final a Mayar Sherif, en semifinales a Leolia Jeanjean y derrotó a Ylena In-Albon en la final. También ganó los dobles del torneo junto a Laura Pigossi, donde derrotaron a Mayar Sherif y Nina Stojanović en primera ronda, en cuartos de final a Georgia Crăciun y Iryna Shymanovich, en semifinales a Ingrid Gamarra Martins y Despina Papamichail y en la final a Nicole Fossa Huergo y Valeriya Strakhova.
En 2025 participó en el Australian Open, pero perdió en primera ronda contra Nao Hibino. Disputó el 125 de Antalya junto a Anastasia Dețiuc. En la primera ronda del torneo derrotaron a Chloé Paquet y Diane Parry, en cuartos de final a Ella Seidel y Jil Teichmann, en semifinales a Nao Hibino y Makoto Ninomiya y en la final a Jesika Malečková y Miriam Škoch.